# 小林製藥
小林製藥株式会社，簡稱小林製藥（英語：Kobayashi Pharmaceutical Company, Limited，日语：／，東證1部：4967），在1886年創立時名為「小林盛大堂」，當時總部位於名古屋，創辦人小林忠兵衛，經營出售雜貨店、化妝品及洋酒等。
現時主要業務事業（各式各樣醫藥品、芳香劑、衛生用品、日用必需品、保健產品等）及供應醫療機器的銷售事業，經營方針为「你想到，我做到」。現時總部位於大阪府大阪市中央区道修町四丁目4番10号KDX小林道修町大樓。現任代表董事兼社長為豐田賀一。
而股份在1999年4月20日於大阪證券交易所（後已解散）第二部上市，而在2000年8月22日於東京證券交易所和大阪證券交易所（後已解散）第一部上市。

## 产品事件
小林制药于2024年3月22日表示，有消费者服用该公司含红曲成分的保健品后出现肾脏疾病等健康问题，决定紧急召回公司3款含红曲成分保健品。
3月26日，小林制药表示，一名服用相关成分的消费者死于肾病，正在调查因果关系。截至24日，小林制药确认26人服用相关产品后出现肾脏疾病而入院治疗；26日新收到约50人服用含红曲成分保健品后住院的报告。该公司2023年生产的18.5吨红曲原料中，有约16吨出售给其他公司用于酿酒、食品制造等用途。该公司已通过旗下销售公司向采购原料的企业发出召回请求，受影响企业也已宣布召回相关产品。小林制药公司還从日本消费者厅撤回8种红曲保健品作为功能性标识食品的备案。
3月27日，服用過小林製藥相關產品後的死亡案例增至2人、住院案例增至106人。台灣下架問題產品共121件。香港分公司表示未有进口和销售相关产品，但不排除市面上存在水货。3月28日，服用小林制药红曲保健品后死亡的人数又增至4人。小林制药的社长小林章浩向股东道歉。小林製藥還將賠償18億日圓給向該公司購買紅麴原料的廠商。
截至3月28日晚，服用小林制药含红曲成分保健品的死亡人數增加至5人，住院人數增加至114人。中国消费者协会于3月29日发布消费提示，上述产品未在中国大陆市场渠道销售，消费者如已通过跨境平台、海外代购等购买有关产品，应立即停止服用并联系小林制药中国客服中心。根據日本厚生勞動省3月29日表示，在紅麴保健品中檢驗出由青黴菌所產生的一種毒素名為軟毛青黴酸（Puberuic Acid），推測是生產製程中遭到汙染。
小林製藥自紅麴事件後，小林章浩將社長一職轉讓給山根聰，自此小林製藥開始由外姓人士擔任社長。

## 主要產品
- 安美露
- 清新安美露
- 強力安美露
- 清新安摩樂
- 喉痛露噴劑
- 小林好奇力止痛藥粉
- 小林退熱貼（中国大陆名称：小林冰宝贴）
- 香花蕾
- 小白兔暖暖包（中国大陆名称：暖宝宝）
- 特泡淨等